# Toyota Center (Houston)
Toyota Center je športska dvorana smještena u centru Houstona, savezna država Texas, SAD. Ime je dobila po japanskom proizvođaču automobila Toyota. Dvorana je dom NBA momčadi Houston Rockets i hokejaške momčadi Houston Aeros (AHL). Također, u dvorani se odigravaju i domaće utakmice ženske WNBA momčadi - Houston Comets.
Vlasnik Houston Rocketsa, Leslie Alexander već je 1995. počeo tražiti novu dvoranu za svoju momčad. Ideja je bila da Rocketsi ponište ugovor o najmu postojeće dvorane, te da se izgradi nova dvorana. Ta odluka odbačena je na zasjedanju gradskog poglavarstva grada Houstona. Chuck Watson, vlasnik tadašnje dvorane i AHL momčadi Houston Aeros odbio je tu mogućnost. Razlog je bio postojeći ugovor koji je vrijedio do 2003., ali i Watsonova želja da i on ima kontrolu nad novom dvoranom.
Kasnije su se obje strane (Rocketsi i Watson) dogovorili na jednaku kontrolu nad novom športskom dvoranom te je sporazum potpisan 1997. Međutim, građani su na referendumu 1999. odbili taj prijedlog.
Tako su Rocketsi potpisali novi, izmijenjeni ugovor 2001., u koji je uključena momčad Aerosa, te je ugovor kao takav - prihvaćen.
Izgradnja nove dvorane započela je u srpnju 2001., te je svečano otvorena u listopadu 2003. Ukupni troškovi izgradnje iznosili su 235 mil. USD. Grad Houston platio je većinu, dok su Houston Rocketsi financirali svu dodatnu opremu. Automobilski proizvođač Toyota platio je 100 mil. USD za korištenje njihovog imena kao imena dvorane.

## Povijest
U svibnju 1995. nekoliko teksaških sportskih momčadi (uključujući i Houston Rockets) predložilo je da se prihod državne blagajne ostvaren porezom uloži u gradnju nove športske dvorane. Taj prijedlog je odbacio teksaški Zastupnički dom.
Vlasnik Houston Rocketsa, Leslie Alexander je najavio mogućnost izgradnje nove športske dvorane u centru Houstonu. Smatrao je da je 20-ogodišnja Summit Arena previše zastarjela da bi bila isplativa.
Iako se rukovodstvo stare Summit Arene zalagalo se da bi se dvorana mogla obnoviti, što je mnogo isplatljivije od gradnje nove dvorane, Rocketsi su započeli pregovore s gradskim ocima grada Houstona o eventualnoj lokaciji za novu dvoranu. Također, pregovaralo se i s Chuckom Watsonom, vlasnikom stare Summit Arene i AHL momčadi Houston Aeros.
Budući da su pregovori nastavljeni i u 1996. godini, gradonačelnik Houstona, Bob Lanier, u medijima je izjavio da se gradi nova dvorana "u kojoj bi se odigravali profesionalni sportovi u Houstonu". Nakon što je vlasnik stare dvorane, Chuck Watson odbio predloženi ugovor o otkupu njegove dvorane za 30 mil. USD, Houston Rocketsi su krenuli u pravnu bitku, jer nisu htjeli zakup Watsonove dvorane. Rocketsi su u medijima naveli da "Žele kupiti, a ne zakupiti dvoranu". Međutim, grad Houston podnio je protutužbu Rocketsima, tvrdeći da klub nije ispunio svoj dio ugovora te samim time, "nisu dovoljno odgovorni da ispoštuju bilo koji ugovor s gradom Houstonom o igranju u novoj dvorani u centru grada". Konačni dogovor o najmu, postignut je u travnju 1997. Gradonačelnik Lanier najavio je da su se klub i Watson dogovorili da će podjednako dijeliti kontrolu nad novom dvoranom, ili će u protivnom oboje izgubiti pristup istoj. Nakon što su se obje strane dogovorile o uvjetima, prema odluci tadašnjeg teksaškog guvernera Georgea W. Busha, obje strane plaćat će povećani porez za korištenje nove dvorane.
NHL je odlučio da neće uzeti Houston kao grad domaćin nekom klubu zbog proširivanja lige, nakon što je gradonačelnik Lanier izjavio da neće doći do referenduma u studenomu. Naime, NHL je donio tu odluku zbog neodlučnosti o gradnji nove dvorane, te loših odnosa između grada, Houston Rocketsa i Chucka Watsona.
Rocketsi su u siječnju 1998. uložili žalbu kojom su se protivili sudskom nalogu da ostanu u Summitu. Žalbu su povukli u svibnju iste godine jer su smatrali da će nova dvorana biti gotova kad im istekne ugovor o najmu stare dvorane. U siječnju 1999., novoizabrani gradonačelnik Lee Brown jamčio je održavanje referenduma o novoj dvorani do kraja godine. Nakon nekoliko mjeseci pregovora sa sportskim vlastima grada Houstona, Rocketsi su finalizirali dogovor da plate polovicu troškova gradnje nove dvorane, a održavanje referenduma zakazano je za 2. studenog 1999. Dogovor su odobrili gradonačelnik Brown i gradsko vijeće.
Chuck Watson stvorio je oporbenu skupinu koja se protivila referendumu. Tvrdio je da dvorana "nije u interesu gradu Houstonu". 3. studenoga 1999., prema rezultatima referenduma, 54% glasača bilo je protiv gradnje nove dvorane. Alexander je izjavio da "nikad nisu mislili da će izgubiti" i da su "devastirani zbog poraza".
Nakon glasovanja, povjerenik NBA lige, David Stern izjavio je da "ako neće biti nove dvorane ... mislim da će momčad biti premještena". Sportske vlasti grada Houstona smatrale su da neće pregovarati s Houston Rocketsima prije kraja NBA sezone 1999./00. Nakon što su Rocketsi počeli spominjati druge gradove, u koje bi se preselili, pregovori su nastavljeni u veljači 2000. Međutim, Rocketsi su započeli pregovarati s gradom Louisville iz Kentuckyja. Konačni plan financiranja nove dvorane objavljen je u lipnju. Konačni sporazum postignut je 6. srpnja, te su Rocketsi i gradonačelnik Brown dogovorili uvjete.
Nakon što je gradsko vijeće odobrilo sporazum, novi prijedlog je ponovo stavljen na glasanje putem referenduma, koji je zakazan za studeni. Rocketsi su najavili da neće plaćati "nove vrste" poreza, dok su protivnici gradnje dvorane tvrdili da će građanstvo platiti prevelike troškove izgradnje nove dvorane.
Za gradnju dvorane prikupljeni su i dobrovoljni prilozi, primjerice tvrtka Reliant Energy donirala je 400.000 USD, dok su tvrtke Enron i Ken Lay donirale ukupno 590.000 USD na temelju kredita i doprinosa.
Na novom raspisanom referendumu, održanom 8. studenog, gradnju nove dovrane podržalo je 66% birača.

## Gradnja
Prema potpisanom sporazumu, grad Houston je kupio zemljište za gradnju dvorane i susjednu parking garažu, koja se nalazila pokraj kongresnog centra "George R. Brown". Grad je to platio cijenom od 30 mil. USD u obliku obveznica te dodatnim zaduživanjem. Tvrtka Morris Architecture dizajnirala je 750.000 četvornih metara objekta, dok je tvrtka Hunt Construction potpisala ugovor o izgradnji nove dvorane.
Na zemljištu se nalazila zgrada koja je bila u vlasništvu tvrtke "Houston Lighting and Power Company". Zgrada je srušena kako bi se napravilo mjesta za novu dvoranu, dok su za vrijeme gradnje dvorane, bile zatvorene dvije lokalne ulice. Gradnja je započela 31. srpnja 2001. te je trajala sljedećih 26 mjeseci.
Na zahtjev vlasnika kluba, Leslieja Alexandera, dvorana je izgrađena 32 stope ispod nivoa ulice, te se tako navijači nisu morali stepenicama penjati do svojih mjesta u dvorani. Gradnja dvorane zahtijevala je i velike troškove čišćenja. Tako je utrošeno 12 mil. USD na četiri mjeseca na odvoz 315.000 kubnih metara građevinskog otpada, ostataka srušene dvorane, iskopane zemlje za potrebe temelja i sl. Sam iskop predstavlja najveći u povijesti grada Houstona. Tokom ljeta 2002. u temelje je izliven beton, dok su strukturni radovi započeli u listopadu te godine. Krov je postavljen u prosincu, te su za to vrijeme nastavljeni radovi u unutrašnjosti kompleksa. Cijeli projekt zapošljavao je 650 građevinskih radnika.
U rujnu 2003. prerezana je vrpca u povodu svečanosti službenog otvoranja dvorane. Ukupni troškovi izgradnje iznosili su 235 mil. USD, s time da je grad uložio 182 mil. USD, dok su Houston Rocketsi s 43 mil. USD financirali poslove dopune i poboljšanja dvorane.

## Interijer dvorane
Toyota Center ima kapacitet od 18.300 gledatelja za košarkaške utakmice, 17.800 gledatelja za utakmice hokeja i 19.300 fanova za koncerte. Cijena ulaznica za košarkaške utakmice veća je za 50% u odnosu na one iz stare dvorane, dok su cijene za mjesta na gornjim dijelovima niže.
U sklopu samog kompleksa nalaze se 103 luksuzna apartmana te 2.500 parkirnih mjesta na parkiralištu.
Levy restorani imaju koncesiju na temelju kojeg rade unutar sportskog kompleksa. Ponuda restorana je raznolika, te varira od brze hrane za navijače tokom utakmica, do luksuznih restorana za VIP goste. Vlasnik Houston Rocketsa, Leslie Alexander osobno je odabrao boje restorana, kako bi pomogao da se njegovi gosti osjećaju "toplo i ugodno". Predsjednik Rocketsa, George Postolos izjavio je da "Rocketsi traže odnos s ljudima koji prisustvuju događajima u dvorani".
U samoj sportskoj dvorani nalazi se veliki TV semafor u boji, na kojem se nalaze 4 glavna zaslona koji gledateljima prikazuju zanimljivosti vezane uz utakmicu (replay najboljih poteza, vrijeme, rezultat i sl.). Semafor je kabelom pričvršćen za strop dvorane te ima najveću rezoluciju od bilo kojeg sportskog semafora u Sjevernoj Americi. U dvorani se nalaze i dva dodatna zaslona, po jedan na svakom kraju, kao i napredni audio sustav.

## Sponzorstvo
Od srpnja 2003. sportska dvorana nosi ime Toyota Center. Toyota je taj oblik reklamiranja platila iznosom od 100 mil. USD. U to vrijeme, to je po veličini, bio četvrti sponzorski ugovor u SAD-u za neku sportsku dvoranu. Logo Toyote postavljen je na krov dvorane kao i na druga istaknuta mjesta u dvorani. Također, Toyota je dobila pravo na "dominantnu prisutnost" u reklamama u dvorani koje se prikazuju tijekom odvijanja utakmica.

## Događaji

### Događaji u Toyota Centru
Prvi ne-sportski događaj u dvorani bio je koncert Fleetwood Mac, 6. listopada 2003. To je ujedno bio i prvi događaj u dvorani Toyota Center. Naime, Houston Rocketsi su prvu utakmicu u novoj dvorani odigrali 30. listopada 2003. protiv Denver Nuggetsa.
U prvoj godini, ukupna posjećenost dvorane premašila je 1,5 mil. gledeatelja. Dvorana je dobitnik Allen nagrade za "jačanje građanstva", nagrade za Rookie godine koju dodjeljuje Harlem Globetrotters te finalist nagrade za Najbolje mjesto održavanja koncerta, koje dodjeljuje Pollstar Magazine.
Ulaznice za koncert Metallice, koji se održao u Toyota Centru 16. studenog 2004. bile su rasprodane i došlo je do velike gužve. Tada je dvorana otvarila svoju najveću posjećenost uopće. Na utakmici protiv Los Angeles Lakersa, 14. svibnja 2009., dvorana je ostvarila najveću posjećenost na nekoj domaćoj košarkaškoj utakmici. Tada je dvoranu pohodilo 18.501 navijača. To je bila 6. utakmica polufinala Zapada, u kojoj su Rocketsi pobijedili rezultatom 95:80.
U istoj dvorani je 7. travnja 2007. održan borilački turnir UFC 69. To je ujedno bio prvi turnir na teritoriju Texasa, kojeg organizira Ultimate Fighting Championship. Drugi (i zasad posljednji) turnir održan u Texasu, UFC 103, organiziran je u American Airlines Center, dvorani Dallas Mavericksa.

### Popis događaja
| SAD Toyota Center                                       | SAD Toyota Center   | SAD Toyota Center                                              | SAD Toyota Center |
| Događaj                                                 | Datum               | Događaj                                                        | Datum             |
| ------------------------------------------------------- | ------------------- | -------------------------------------------------------------- | ----------------- |
| Koncert - Fleetwood Mac                                 | 6. listopada 2003.  | Koncert - Britney Spears (The Circus Starring: Britney Spears) | 16. rujna 2009.   |
| Koncert - Metallica                                     | 16. studenoga 2004. | Koncert - Pink (Funhouse Tour)                                 | 24. rujna 2009.   |
| WWE No Mercy                                            | 9. listopada 2005.  | The Rolling Stones                                             | ---               |
| Koncert - U2 (Vertigo Tour 2005)                        | 28. listopada 2005. | Aerosmith & Lenny Kravitz                                      | ---               |
| NBA All-Star utakmica 2006                              | 19. veljače 2006.   | Coldplay & Fiona Apple                                         | ---               |
| High School Musical                                     | 18. prosinca 2006.  | Shakira & Wyclef Jean                                          | ---               |
| WWE Friday Night SmackDown!                             | 28. siječnja 2007.  | The Who & The Pretenders                                       | ---               |
| Koncert - Eric Clapton                                  | 2. ožujka 2007.     | Man                                                            | ---               |
| Koncert - Justin Timberlake (Future Love Sex Tour)      | 4. ožujka 2007.     | Van Halen                                                      | ---               |
| Koncert - Red Hot Chili Peppers (Stadium Arcadium Tour) | 7. ožujka 2007.     | The Police                                                     | ---               |
| UFC 69: Shootout                                        | 7. travnja 2007.    | Beyoncé Knowles & Robin Thicke                                 | ---               |
| WWE Vengeance                                           | 24. lipnja 2007.    | Hannah Montana                                                 | ---               |
| Koncert - Keith Urban                                   | 5. srpnja 2007.     | Stevie Wonder                                                  | ---               |
| Koncert - RBD (Tour Generaciَn)                          | 30. listopada 2007. | Dane Cook                                                      | ---               |
| Latin Grammy Award                                      | 13. studenoga 2008. | Christina Aguilera                                             | ---               |
| WWE Hall of Fame 2009                                   | 4. travnja 2009.    | Elton John                                                     | ---               |
| WWE Monday Night RAW                                    | 6. travnja 2009.    | Paul McCartney                                                 | ---               |

## Galerija
- Pogled u dvoranu za vrijeme NBA utakmice
- Pogled na Toyota Center izvana
- Pogled na Toyota Center izvana
- Satelitski pogled na Toyota Center
- Satelitski pogled na logo Toyote na krovu dvorane

## Vanjske poveznice
- Web site Toyota Center dvorane